# Астафьев, Святослав Владимирович
Святослав Владимирович Астафьев (наст. фамилия Молоствов; 22 ноября (5) декабря 1907 год, Казань — 21 декабря 1990, Рязань) — советский театральный актёр и режиссёр, народный артист РСФСР.

## Биография
Происходит из русского дворянского рода Молоствовых.
В 1928—1932 годах учился в ленинградском Театре-студии (курс Е. И. Тиме). В марте 1935 года выслан из Ленинграда в Саратов на 5 лет. Работал в театрах Саратова, Ростова-на-Дону, Алма-Аты.
В 1945—1963 годах выступал в Костромском драматическом театре. В первый год работы в Костроме сыграл роль В. И. Ленина сначала в «Кремлёвских курантах», а впоследствии — в спектаклях «На берегу Невы» К. Тренёва, «Вечный источник» Л. Зорина, «Финал» П. Строгова. В 1948 году вступил в КПСС, взяв себе и детям фамилию матери — Астафьев. В 1963 году служил в Воронежском драматическом театре.
C 1964 года был актёром Рязанского театра драмы, работал как режиссёр. В 1980-х годах написал книгу воспоминаний о своих предках «Семейная хроника».
Умер 21 декабря 1990 года в Рязани.

### Семья
- Дед — Михаил Модестович Молоствов, дворянин (ум. 1882)[1].
- Бабка — Надежда Сергеевна Молоствова.
- Отец — помещик Владимир Михайлович Молоствов (1875—1942), дворянин.
- Мать — Наталья Николаевна Молоствова (урожд. Астафьева).
- Брат — актёр Михаил Владимирович Молоствов (1904—1987), заслуженный артист РСФСР.

## Награды и премии
- Заслуженный артист РСФСР (1952).
- Народный артист РСФСР (1956).

## Работы в театре

### Актёр
- «На всякого мудреца довольно простоты» А. Островского — Глумов
- «Волки и овцы» А. Островского — Мурзавецкий
- «Таланты и поклонники» А. Островского — Великатов
- «Бешеные деньги» А. Островского — Телятев
- 1951 — «Островский» В. А. Лебедева — Островский
- «Дети солнца» М. Горького — Протасов
- «Последние» М. Горького — Александр
- «Воскресение» по Л. Н. Толстому — Нехлюдов
- «Машенька» А. Н. Афиногенова — Окаёмов
- «Потерянный сын» А. Н. Арбузова — Шварц
- «Живой труп» Л. Н. Толстого — Протасов
- «Совесть» по Д. Г. Павловой — Прошин
- «Кремлёвские куранты» Н. Погодина — В. И. Ленин
- «На берегу Невы» К. Тренёва — В. И. Ленин
- «Вечный источник» Л. Зорина — В. И. Ленин
- «Финал» П. Строгова — В. И. Ленин
- «День рождения Терезы» Георгий Мдивани — Эдлай Гамильтон

### Режиссёр
- «Чти отца своего» В. В. Лаврентьева (Рязанский театр)

## Фильмография
1. 1944 — Нашествие — Александр Митрофанович Масальский